# Religión y sexualidad
La relación entre religión y sexualidad implica una moral sexual, entendida no tanto como parte de la moral general o común a todos, sino como la parte de la moral religiosa que implica restricciones al comportamiento sexual humano. Varía enormemente en el tiempo entre unas y otras épocas, así como entre distintas civilizaciones o las normas sociales, los estándares de conducta de las sociedades en cuanto a la sexualidad, suelen ligarse a creencias religiosas de una u otra religión.
De acuerdo con esto, la mayor parte de las religiones han visto la necesidad de dirigir la cuestión de un papel "propio" de la sexualidad en las interacciones humanas. Diferentes religiones tienen diferentes códigos de moral sexual, que regulan la actividad sexual o asignan valores normativos a ciertas acciones o pensamientos cargados de contenido sexual.

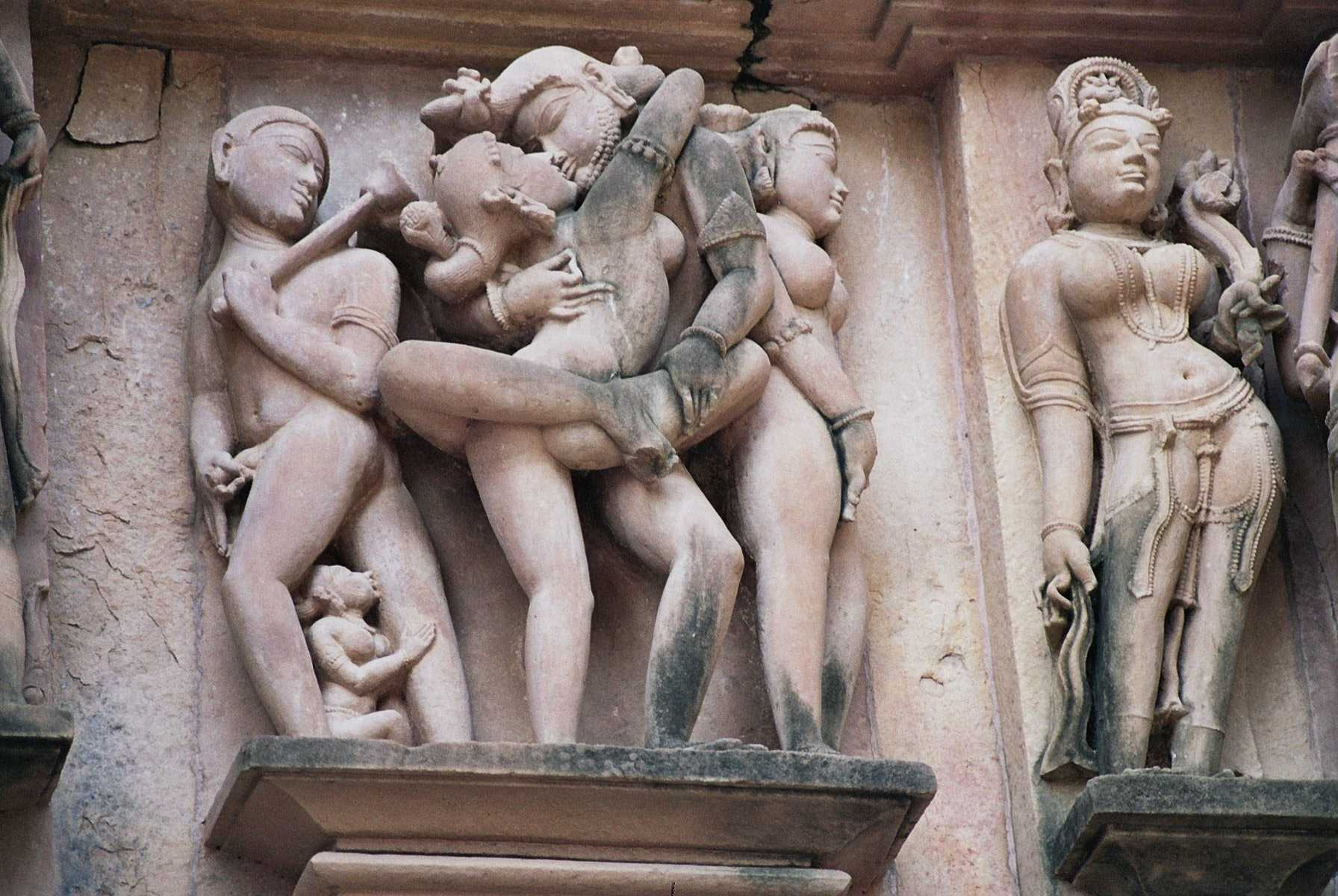
Relieve del templo de Khajuraho, en la India. Aunque el sexo es abiertamente representado en algunas manifestaciones del arte hindú, así como en una parte de su literatura (Kama Sutra), el hinduismo en sus diversas corrientes suele mantener una moral sexual restrictiva. Wikimedia Commons alberga contenido multimedia sobre Arte erótico de India.

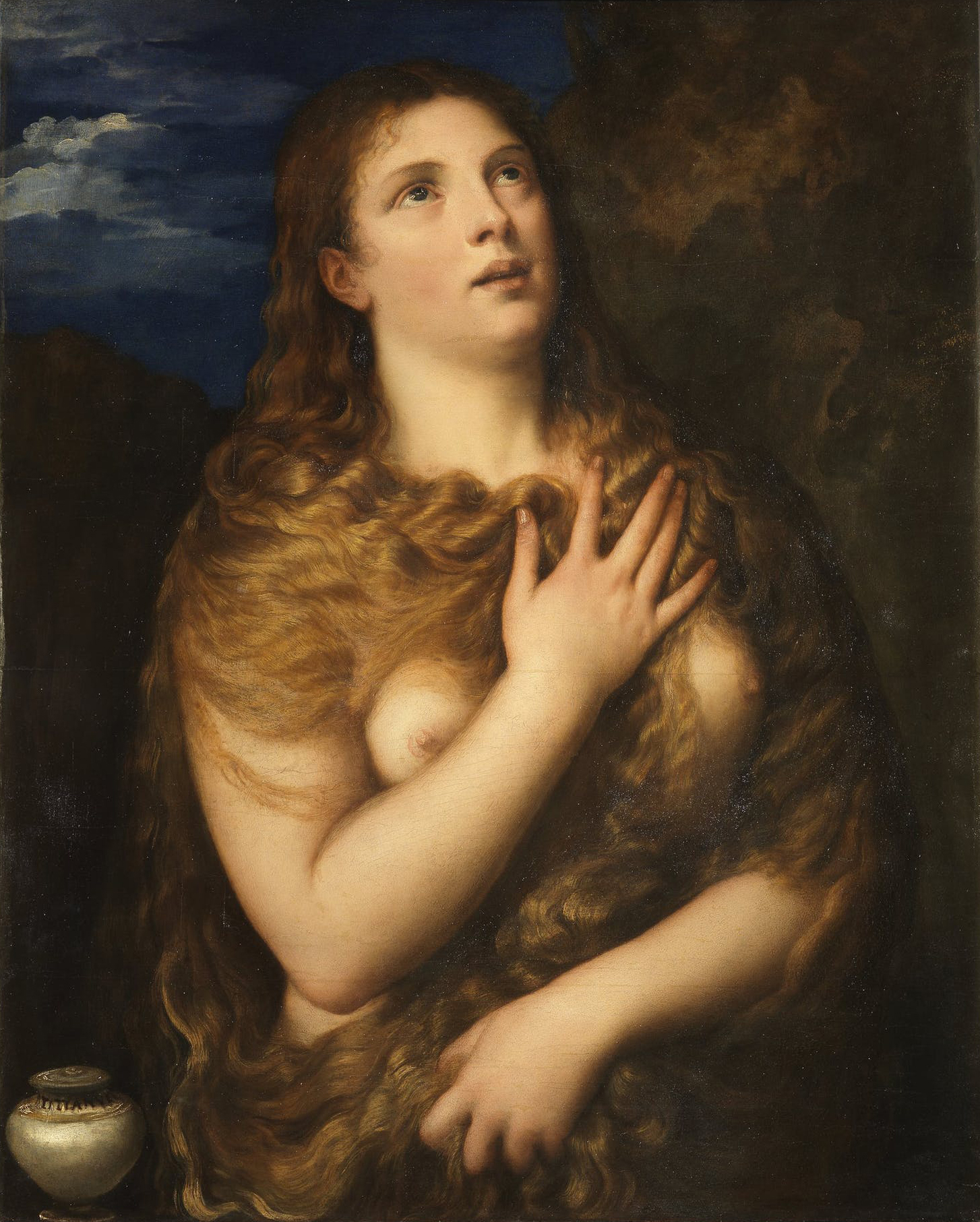
María Magdalena (Tiziano, 1533), junto con la hemorroísa y Santa María Egipcíaca, es uno de los ejemplos de la consideración tradicional de la sexualidad en el cristianismo, puesta en valor más bien por su negación y el arrepentimiento de los pecados que trae consigo. Se considera al cuerpo —especialmente el de la mujer— como uno de los enemigos del alma. La virginidad y la castidad se consideran valores morales, y el celibato eclesiástico se ha mantenido como tradición en Occidente desde la Edad Media, y desde la Reforma Protestante se ha convertido en una seña de identidad del catolicismo. Wikimedia Commons alberga contenido multimedia sobre María Magdalena.

## Introducción
Los puntos de vista entre religiones y creyentes individuales discrepan ampliamente, incluso dentro de los que se adhieren a la misma doctrina particular; desde el concepto que demoniza al sexo y la carne, como uno de los enemigos del alma, a la creencia (propia de varias religiones orientales y religiones africanas) de que el sexo es la más alta expresión de lo divino (numinoso en la terminología de Mircea Eliade). Estos conceptos teológicos no se traducen automáticamente en una mayor o menor relajación de costumbres, que en cada civilización tienen su expresión en las muy diferentes formas de matrimonio y de otras relaciones interpersonales institucionalizadas o no, tal como las estudia la antropología cultural.
Algunas religiones distinguen entre las actividades sexuales que se practican para la reproducción biológica (algunas veces permitidas tan solo dentro del estatus marital formal y a cierta edad (edad núbil o de consentimiento)), y otras actividades practicadas para el placer sexual, que se califican de inmorales.

## Religiones abrahámicas y sexualidad
Sexualidad entre sexos diferentes, y específicamente la procreación se ve usualmente como el ideal de las religiones abrahámicas, que ensalzan las relaciones monógamas y heterosexuales con la institución sacralizada del matrimonio. En concreto el Antiguo Testamento cristiano o el Tanaj judío prohíben el adulterio y el contacto sexual durante el periodo de la menstruación (niddah).

### Judaísmo y sexualidad
El punto de vista «religioso» sobre la sexualidad presentado como proveniente de una «tradición judeocristiana» suele tergiversar el punto de vista del judaísmo sobre la sexualidad. Muchas actitudes del cristianismo con respecto a la sexualidad son completamente opuestas a las actitudes del judaísmo.
Si hay algo que diferencia las percepciones clásicas del judaísmo y el cristianismo es la actitud hacia la sexualidad y la categoría del cuerpo. A diferencia del cristianismo, en el judaísmo no existe una vergüenza por el cuerpo. El judaísmo no es ajeno a la afirmación y celebración del cuerpo y el alma. En el judaísmo no existe un recinto sagrado, como sucede en la iglesia. En la sinagoga se puede hablar de cualquier tema.
El Antiguo Testamento, a diferencia del Nuevo Testamento, no lanza una prohibición general sobre la sexualidad, sino solamente sobre determinados actos como la homosexualidad masculina, el bestialismo y la sodomía. Incluso ensalza el amor conyugal en el Cantar de los cantares.
El papa Inocencio III, al igual que Pedro Lombardo, sostenían que el Espíritu Santo se ausenta de una habitación cuando una pareja casada mantiene relaciones sexuales, incluso si lo hacen con el objetivo de reproducirse, pues el acto sexual avergüenza a Dios. A esa creencia se debe la tradición de no mantener relaciones sexuales los viernes, en recuerdo de la muerte de El Salvador, el sábado por la Virgen María y el domingo por la Resurrección.

Sin embargo, esta última creencia no tienes bases bíblicas. Es por esto que hay diferentes corrientes cristianas. El judaísmo afirma que cuando un esposo y su esposa se unen carnalmente en santidad, allí mora la presencia divina. Por eso el  shabat, el sábado, es el mejor día para recordar la libertad y la creación haciendo el amor.
El judaísmo no le otorga valor ni a la virginidad ni a la castidad de los cónyuges: una mujer es virtuosa para el judaísmo si tiene una familia numerosa. Los hijos constituyen una bendición.
El pecado original no es el sexo sino el deseo de saber: Eva mordió el fruto del árbol del conocimiento. 
Al judaísmo, la noción de matrimonio por amor platónico, tan cara al cristianismo, le es completamente extraña. El ideal cristiano del celibato y de la virginidad que aparecen en el capítulo VI y VII de la Primera epístola a los corintios es totalmente ajeno al judaísmo.
La idea de que es mejor evitar el matrimonio o que los viudos no deben volver a casarse, como proponía Tertuliano, o que el matrimonio es una medicina para la inmoralidad como sostenía San Agustín - para quien el acto sexual era un pecado apenas tolerable -, son impensables en el judaísmo.
Mateo el Evangelista declaraba que es mejor hacerse eunuco en consideración al cielo. Para el ideal cristiano, el celibato consagrado lleva a Dios, sin trabas de preocupaciones y responsabilidades por la familia humana, esposa o hijos. Solo los solteros están en condición de servir plenamente a Dios.
El ideal judío es el matrimonio. El matrimonio es mucho más que una preocupación privada, es una preocupación cósmica por el futuro de la humanidad. El amor consagrado tiene ese sentido cósmico: perpetuar la especia humana y salvar las chispas de la divinidad alojadas en el mundo.
Sin embargo, la procreación no es el único fin del matrimonio para el judaísmo. No es bueno que el hombre esté solo. Estar solo es, para el judío, una terrible maldición. El placer debe ser compartido. En el judaísmo, el amor ideal con una mujer, es con su cuerpo tanto como con su espíritu.
Una de las señales singulares que diferencian el ascetismo judío del ascetismo no judío, según Gershom Scholem, es la ausencia de la renuncia sexual autoimpuesta. La libido no es condenada, sin la energía de la libido la civilización estaría agotada. Para el judaísmo, un varón o una mujer que, al casarse, hace votos de abstinencia sexual, viola el carácter del pacto matrimonial y ocasiona «tzará d'gufá», el sufrimiento del cuerpo. La tradición judaica afirma que «simjat ishto», el placer de su mujer es la obligación moral del marido.
En un tratado del siglo XIII Menorat Ha-Maor (atribuido a Najmánides pero escrito por Israel ibn Nakawa), en el capítulo sobre la santidad de la sexualidad, dice 

Que el hombre no considere el acto sexual como algo repugnante porque de este modo blasfemamos a Dios

Un mito judío del Talmud, del Midrash y el Zohar Jadash, refiere que el primer ser humano fue hermafrodita. Adan era varón y mujer a la vez. Dios tomó uno de sus lados para crear el amor, dividió verticalmente al ser bisexuado haciendo de uno un varón y del otro una mujer. El amor es, entonces, la búsqueda del otro porque sin el otro uno permanece como medio ser:

«Por lo tanto abandonará el hombre a su padre y a su madre y se unirá a su mujer y serán una sola carne».
La castidad no es un estado deseable para un judío: «Aquel que permanece soltero, se encuentra sin alegría, sin bendición, sin bondad, sin Torah, sin protección y sin paz» (Yebamot 62).
No se permiten las relaciones sexuales con personas de otra religión porque para tenerlas hay que estar casado. Aunque si una mujer judía se casa con un varón gentil (no judío) sus hijos siguen siendo judíos debido a la ley del vientre.
El judaísmo prohíbe las relaciones sexuales con personas fuera del matrimonio y mantiene la letra de la escritura bíblica en relación con el matrimonio, incluyendo la observancia de la niddah (prohibición de relaciones sexuales en un periodo que incluye la menstruación). Se debe practicar el tzniut, que exige modestia en el vestir y en el comportamiento, y además se contempla como graves pecados el incesto y la homosexualidad masculina, no así la femenina.
El judaísmo permite un divorcio relativamente libre, aunque el judaísmo ortodoxo y el judaísmo conservador requiere una ceremonia (get o divorcio religioso) para su reconocimiento a efectos religiosos. Ramas más liberales del judaísmo han adoptado una perspectiva más acomodada a la cultura secular general contemporánea.
La actividad sexual cuyo propósito no es la procreación está permitida dentro del matrimonio pero el adulterio es considerado un grave pecado. El aborto está permitido cuando está en riesgo la vida de la madre.
El método aconsejado por la mayoría de las autoridades rabínicas es el de la píldora anticonceptiva.
Las relaciones sexuales están prohibidas durante el ciclo menstrual de la mujer.
Las mujeres no tienen obligación de mantener relaciones sexuales con el marido, pero él sí tiene esa obligación si ella se lo exige.

#### Niveles de modestia requeridos según el judaísmo ortodoxo
Hay varios niveles de observancia de modestia física y personal (tzniut) según el judaísmo ortodoxo, como se derivan de varias fuentes de la halajá. La observancia de tales reglas varía de la obligatoriedad a la recomendación o aspiración, a través del espectro de la observancia de esta ramas del judaísmo.
Se prohíbe:
- Albergar pensamientos inmorales o lascivos.
- Mirar imágenes o escenas que despierten la sexualidad.
- Tocar personas del sexo opuesto, especialmente de forma persistente (es un punto de disputa entre rabinos).
- Vestir ropa del sexo distinto al propio.
- Tener contacto sexual o incluso tocar al cónyuge durante la niddá (‘menstruación’) o hasta que la mujer no se haya inmerso en un mikvá después de su término.
- Estar a solas con una persona del sexo opuesto que no sea el cónyuge o un pariente cercano (yijud).
- El hotza’at zera levatala (‘derramar el semen en vano‘). Esta prohibición de la masturbación está restringida a la eyaculación, y por tanto no prohíbe la masturbación femenina.
- El sexo entre mujeres (lesbianismo), o con cualquier tipo de animal (bestialismo), o con cadáveres (necrofilia); también prohíbe las relaciones entre hombres.
- El uso del preservativo en la relación sexual (no obstante se permite el uso de la pastilla anticonceptiva en el género femenino).

Se requiere:
- Mantener el propio cuerpo vestido con ropa respetable, aun en tu propio hogar. En el caso de las mujeres, deben usar pollera por debajo de la rodilla, manga tres cuartos y sin escote.
- Evitar la compañía de desconocidos y evitar lugares con ambiente frívolo o depravado.
- Que los hombres y mujeres estén separados durante la oración, la danza y en ciertas ocasiones (mejitza).

El judaísmo ortodoxo también mantiene una fuerte prohibición del matrimonio mixto o relaciones sexuales entre judíos y personas de otras religiones, así como relaciones íntimas fuera del matrimonio.
Los judíos ortodoxos tienden a tener una tasa de asimilación que sus correligionarios conservadores o reformistas. La National Jewish Population Survey de 1990 indicaba que de entre todas las confesiones judías, los ortodoxos tenían la menor tasa de matrimonios interconfesionales en la categoría de entre 18-39 años (3 %) frente a la categoría de más de 40 (10 %), comparados con el 37 % frente al 10 % de los conservadores, el 53 % frente al 10 % de los reformistas, y el 72 % frente al 39 % de los judíos seculares.
Un informe del Jerusalem Center for Public Affairs muestra que el judaísmo ortodoxo ha doblado entre los afiliados a sinagogas en los Estados Unidos, desde el 10% de 1990 al 21.8% de 2001, y que la mayor parte del crecimiento corresponde a los más estrictos haredi, como opuestos al moderno judaísmo ortodoxo. Se especula que esta tendencia puede estar relacionada con una tendencia general hacia un mayor tradicionalismo social y religioso, además de ser consecuencia de un matrimonio a edad más temprana y unas mayores tasas de natalidad en las familias más ortodoxas, ambos extremos consistentes con un comportamiento sexual más tradicional.
Solo el judaísmo ortodoxo entre todas las confesiones judías, conserva las relativamente duras condiciones tracidionales para el divorcio, incluyendo la prohibición bíblica de que un kohen (sacerdote descendiente de Aarón) se case con una divorciada o con una mujer que se haya visto involucrada en algún tipo de conducta sexual inadecuada. Estas rigideces, aunque se observan, son consideradas generalmente como asuntos de estatus personal más que de moralidad. En cuanto al reconocimiento religioso del divorcio, se requiere el get (documento de divorcio religioso).

#### Según el judaísmo conservador
El judaísmo conservador, consistente con su concepción general de que la Halajá (ley judía) es una guía para la vida judía pero sujeta a revisión periódica por el Rabinado, ha levantado algunas de las condiciones más estrictas observadas aún por el judaísmo ortodoxo. En particular, en diciembre de 2006, el conservador CJLS (Committee on Jewish Law and Standards: Comité sobre leyes y normas judías) adoptó unos responsum que presentaban puntos de vista diametralmente opuestos sobre el tema de la homosexualidad. Una de las varias opiniones admitidas restringía la previa prohibición de conducta homosexual únicamente al coito anal entre varones, que se declaraba como la única prohibición bíblica, mientras que se declaraba que todas las otras prohibiciones (por ejemplo: sexo oral entre varones o sexo lésbico) eran rabínicas, y levantaba todas las restricciones rabínicas basadas en su interpretación del principio talmúdico de Kevod HaBriyot (‘dignidad humana’). Mientras se declinaba desarrollar una forma de matrimonio gay religioso, se permitía bendecir las uniones gay y lésbicas y se ordenaba abiertamente que los rabinos gais y lesbianas consintieran en no mantener relaciones sexuales que implicaran penetración anal entre varones.
También se adoptaron dos opiniones tradicionalistas, una que mantenía todas las prohibiciones tradicionales de actividad homosexual, también adoptada como opinión mayoritaria, y una opinión minoritaria que urgía a los homosexuales que desearan vivir como judíos religiosos que buscaran tratamiento médico.[cita requerida] Estas aproximaciones permiten a cada rabino, congregación y escuela rabínica mantener su propia política sobre conducta homosexual. Tal cosa refleja un profundo cambio desde la previa prohibición absoluta de prácticas homosexuales masculinas, y reconoce una amplia divergencia de puntos de vista sobre materia sexual dentro del judaísmo conservador, hasta el punto de reconocer que no hay una única aproximación a tal materia desde esta rama del judaísmo. El judaísmo conservador habitualmente se encuentra en posiciones intermedias entre las opiniones liberales y las tradicionales dentro de la sociedad estadounidense contemporánea, permitiendo ambos puntos de vista.
El judaísmo conservador ha mantenido en sus textos una gran variedad de prohibiciones y requerimientos relativos a la modestia, incluyendo el requerimiento a la mujer casada de observar las leyes de la Niddah (apartarse del sexo durante la menstruación y los días siguientes, y realizar una inmersión en un Mikvah antes de reanudar la vida marital) y una prohibición general de todo conducta heterosexual extraconyugal. 
El mismo día que el CJLS emitió su responsa sobre la homosexualidad, también hizo lo propio con múltiples opiniones sobre el tema de la Niddah, entre las que se incluía un responsum que levantaba ciertas restricciones tradicionales sobre contactos conyugales durante ese periodo, aunque manteniendo la prohibición de relaciones sexuales. El responsum permisivo sobre la homosexualidad usaba el concepto de Niddah para el movimiento conservador como una analogía para construir la prohibición bíblica contra la conducta homosexual masculina, de modo que levantar tales restricciones afectaba a las posturas rabínicas sobre el tema. Dicho responsum indicaba que una analogía práctica sería aquella aproximación en la que las parejas homosexuales masculinas estarían cumpliendo sus obligaciones al refrenar ciertos actos, de forma similar a lo que las parejas heterosexuales hacen durante la Niddah:

Esperamos de los estudiantes homosexuales que observen las reglas de este responsum en la misma manera que esperamos que los estudiantes heterosexuales observen las reglas del CJLS sobre la niddah. También esperamos que los comités de entrevistas, administradores, estudiantes y facultativos respeten la privacidad y dignidad de estudiantes gays y lesbianas de la misma manera que ellos respetan la privacidad y dignidad de los estudiantes heterosexuales.

El responsum instaba a los jóvenes a no ser promiscuos y a prepararse a sí mismos para el "matrimonio tradicional" si era posible, sin levantar ni reforzar explícitamente las restricciones hacia las conductas heterosexuales no maritales.
Incluso antes de este responsum, las restricciones sobre el sexo prematrimonial han sido sustancialmente ignoradas, incluso dentro de las estructuras religiosas. Por ejemplo, cuando el Seminario Teológico Judío propuso llevar a cabo una política contra la cohabitación fuera del matrimonio de los estudiantes rabínicos en los años 1990, las protestas de los estudiantes que mantenían tales cohabitaciones condujeron a la rescisión completa de dicha política.
El matrimonio mixto está bastante extendido entre el laicado judío conservador, y el movimiento conservador ha adoptado recientemente una política de mayor acogida a las parejas mixtas.
El judaísmo conservador, que venía siendo durante el siglo XX la más extendida de las ramas del judaísmo en los Estados Unidos, está en declive desde los años 1990 (pasando del 51 al 33.1% de los miembros de las sinagogas) en beneficio sobre todo del judaísmo ortodoxo, y en menor medida del reformista. La fractura de la sociedad estadounidense entre puntos de vista sobre la sexualidad u otras materias intensificadamente liberales o tradicionalistas, así como la brecha abierta entre la postura religiosa oficial y la práctica laica general han contribuido a ello.

#### Según el judaísmo reformista y el judaísmo reconstruccionista
El judaísmo reformista y el judaísmo reconstruccionista no observan ni requieren el cumplimiento de las tradicionales reglas en materia sexual, y han aceptado las parejas no casadas y las homosexuales, celebrando ceremonias de compromiso y matrimonios homosexuales. Son más tolerantes con los matrimonios mixtos, y muchos rabinos de estas comunidades los celebran. Tampoco requieren una ceremonia religiosa de divorcio distinta del trámite civil de divorcio.
Se ha especulado sobre si las actitudes más tolerantes de estas ramas del judaísmo en estos asuntos han contribuido al aumento de su popularidad desde los años 1990 (pasando del 33 al 38% de miembros), sobrepasando al judaísmo conservador y convirtiéndose en la denominación mayoritaria en los Estados Unidos.

### Cristianismo y sexualidad
En el cristianismo, a pesar de las amplias variaciones entre diferentes confesiones cristianas, que suelen específicamente incluir diferentes puntos de vista sobre la sexualidad, es posible trazar un cuadro general de la visión del sexo en la doctrina bíblica.
Las bases de muchos puntos de vista cristianos provienen de la idea de que la sexualidad humana fue creada por Dios con el propósito de la procreación y la intimidad que proporciona a una pareja sexualmente activa una relación íntima, emocional y espiritual, a través de la íntima relación física. De ese modo, el sexo debe restringirse a una relación de por vida entre un hombre y una mujer. El matrimonio es un compromiso a una relación íntima y permanente como base sobre la que construir una familia estable. Dado el énfasis en la función reproductiva y la responsabilidad que involucra el sexo, las relaciones sexuales y los actos sexuales ajenos al compromiso matrimonial son desaconsejados -o incluso prohibidos- por algunas confesiones cristianas.
Según las doctrinas y magisterios cristianos más extendidos, tanto entre católicos como protestantes, aunque con más énfasis entre los denominados «fundamentalistas» que entre los denominados «moderados», la sodomía es un pecado, al no conducir a la procreación, y considerarse contraria a las intenciones de Dios para el sexo. No obstante, un pequeño número de iglesias y confesiones cristianas consideran moralmente aceptable la homosexualidad, como las de la liga internacional luterana, que son las iglesias protestantes estatales de Islandia, Dinamarca, Noruega, Finlandia y la antigua iglesia estatal de Suecia. Otro ejemplo es la Iglesia episcopal, que en 2003 designó al primer reverendo gay, Gene Robinson.

#### Iglesia católica e Iglesia ortodoxa
El placer sensual y las prácticas eróticas están en función del sacramento religioso de la institución matrimonial heterosexual y sólo pueden ejercerse dentro de tal vínculo.
Desde los primeros siglos del cristianismo se impuso la moral paulista, por la cual la actividad sexual solo estaba permitida dentro del matrimonio conformado por varón y mujer y solo para fines procreativos.
La unión matrimonial es indisoluble y monogámica. Ningún método anticonceptivo artificial es admitido y la iglesia solo considera como moralmente aceptable los métodos de planificación familiar natural. Sin embargo, el Concilio Vaticano II recomendó el ejercicio de la virtud de la castidad conyugal pero aceptó el recurso de los períodos infecundos. La píldora anticonceptiva es rechazada.
El sexo que busca el placer por sí mismo que no tenga como objetivo la procreación es considerado lujuria y una ofensa contra la castidad. Para santo Tomás desviarse de la "postura normal" era un pecado contra natura. Para que la relación sexual sea completa, los esposos deben respetar la naturaleza unificadora y procreadora del acto sexual. Cualquier intento de separar estas dos características vitales se considera una grave ofensa a la dignidad del matrimonio. El objetivo de no usar métodos anticonceptivos es ir con la naturaleza y entregarse totalmente a la pareja.
La Iglesia católica afirma la santidad de toda vida humana, desde la concepción hasta la muerte natural. Cree que cada persona está creada «a imagen y semejanza» de Dios, y que la vida humana no debería ser preterida por otros valores (económicos, preferencias personales, conveniencias, o ingeniería social). Por tanto, la Iglesia Católica se opone a las actividades que considera destruyen o devalúan la vida creada por Dios, incluyendo la eutanasia, la eugenesia y el aborto.

"Y el varón que se acueste con varón como si se acostara con mujer, abominación cometió, y su sangre caerá sobre ellos ".
 Levítico 20:13

La Iglesia católica considera que el sexo es bueno siempre y cuando se dé dentro del matrimonio y exclusivamente con fines reproductivos. Rechaza el sexo con fines exclusivamente placenteros y lujuriosos. El sexo dentro de los límites del matrimonio que tiene por objetivo la reproducción es noble y honorable, un signo de donación total y no un acto solamente para obtener placer.

Y Dios vio todo lo que había hecho, y vio que era bueno.
Génesis 1:31

El cuerpo humano, y con él el sexo han de ser buenos. El catecismo indica que "la carne es bisagra de la salvación".
No se permite las relaciones sexuales con personas de otra religión porque para tenerlas hay que estar casado y solo está permitido casarse con una persona bautizada en el catolicismo. También los padrinos de la boda deben estar bautizados, así como los padrinos de los niños nacidos dentro de un matrimonio católico.
La Iglesia Católica enseña que la sexualidad fuera del matrimonio es un pecado, porque viola el propósito de la sexualidad humana al participar en el acto conyugal antes de estar casado. El acto conyugal "anima a una unidad personal más profunda, una unidad que, más allá de la unión en una carne, conduce a formar un corazón y un alma" (Catecismo de 1643) ya que el lazo matrimonial es un signo del amor entre Dios y la humanidad (Catecismo de 1617).
El papa Juan Pablo II realizó su primera enseñanza principal sobre la Teología del Cuerpo. En el curso de cinco años mostró una visión del sexo que no solo era positiva y abierta, sino que afirmaba que tenía que ver con la redención y no con la condenación. Enseñaba que el entendimiento del plan divino para el amor físico llevaría a los católicos a entender:

El significado completo de la existencia, el significado de la vida... El cuerpo, él solo, es capaz de hacer visible lo que es invisible: lo espiritual y lo divino. Fue creado para transferir en la realidad visible el mundo del misterio oculto desde tiempo inmemorial en Dios, y ser signo de ello.

El Catecismo de la Iglesia Católica indica que las relaciones sexuales en el matrimonio son "una manera de imitar en la carne la generosidad y fecundidad del Creador" y enumera como una de las "ofensas contra la castidad" la fornicación, que califica de "acción intrínseca y gravemente desordenada" porque "el uso de la facultad sexual, por la razón que sea, fuera del matrimonio es esencialmente contrario a su propósito".
Es por eso que el sexo que apunta al placer fuera del matrimonio y del objetivo de la procreación es considerado pecado y lujuria, incluyendo la práctica de la homosexualidad, masturbación, fornicación, prostitución, incesto, pornografía o violación.
Se necesita un permiso expreso de la Iglesia para contraer un “matrimonio mixtos”, es decir entre un católico y un bautizado no católico. No se autoriza el matrimonio  “con disparidad de culto”, es decir entre un católico y un no católico. También mantiene una fuerte prohibición del matrimonio mixto o relaciones sexuales entre católicos y personas de otras religiones.

##### El celibato en la Iglesia católica
Desde la Edad Media, la Iglesia católica ha requerido formalmente que los sacerdotes y obispos sean célibes. Sin embargo, el celibato es una práctica y una disciplina cuyos inicios se remontan a los orígenes de la Iglesia, aun cuando previamente no se requería de todos aquellos ordenados como sacerdotes. En este contexto, el "celibato" no es sinónimo de "abstención sexual"; el «celibato» significa que alguien no está casado; implícitamente significa que el célibe practica la abstinencia sexual ya que la doctrina eclesiástica condena las relaciones sexuales fuera del matrimonio. La disciplina del celibato no se considera como uno de los dogmas infalibles e inmutables, no obstante, la doctrina católica sí indica que tanto la virginidad como el celibato, que se viven como abstinencia sexual, son dones y sacrificios más altos que el matrimonio, de acuerdo con lo que se lee en las Cartas de Pablo de Tarso y confirmado esto por el dogma en el Concilio de Trento. Por ejemplo, en algunos casos un ministro protestante casado o uno anglicano que se convierta al catolicismo puede ser ordenado sacerdote. En las Iglesias orientales católicas, hombres casados son a menudo ordenados como sacerdotes pero nunca al episcopado. De acuerdo con los Evangelios, san Pedro estuvo casado. San Pedro fundó la comunidad católica en Roma y se convirtió en su obispo.
El celibato sacerdotal incumbe directamente a los sacerdotes diocesanos y no a los sacerdotes religiosos que siguen el celibato monacal (cumplimiento del voto de castidad), que es mucho más antiguo. La historia del celibato sacerdotal obligatorio se encuentra dentro de la Historia de la Iglesia católica o Iglesia latina. Por su parte, la Iglesia oriental incluye el celibato sacerdotal como una opción que el presbítero hizo antes de recibir el orden diaconal, incluso en aquellos grupos de iglesias orientales en fraternidad con Roma. Algunas leyes empezaron a exigir el celibato sacerdotal entre diócesis de rito latino en tiempos tan tempranos como el siglo V y se hizo manifiesta en el I Concilio de Letrán en 1123, aunque dicha regulación no fue seguida de manera estricta. Fue solamente hasta el siglo XVI, en el Concilio de Trento (1545-1563), que se estableció de manera definitiva el celibato sacerdotal obligatorio como se le conoce en la actualidad, en respuesta a la Reforma protestante que permitía, e incluso promovía, el matrimonio de los sacerdotes, al tiempo que suprimía las órdenes religiosas y sus votos.
Muchas razones se argumentan para que la Iglesia Latina llegase a optar por sacerdotes no casados. Destaca una relajación en los hábitos sexuales de los sacerdotes que intentaron regularse en los concilios de Maguncia y Augsburgo, así como se asegura que durante el Concilio de Constanza 700 mujeres públicas asistieron para atender sexualmente a los obispos participantes.
Es posible que dicho desorden causara una decisión de este tipo con el fin de presentar en la figura del sacerdote a un pastor irreprochable. Otra razón que suele argumentarse es la de problemas de propiedad con sacerdotes casados cuyos hijos reclamaban todos los haberes de sus padres al morir estos, lo que incluía la parroquia.
En época reciente, la postura oficial del pontificado sobre el celibato se ha pronunciado en varias ocasiones, como respuesta a algunos movimientos católicos de renovación en torno al Concilio Vaticano II, y que plantean el celibato opcional, a veces con el desafío directo mediante la petición de secularización o la exhibición pública de curas casados o conviviendo con sus parejas. Sacerdotalis Caelibatus fue la sexta encíclica el papa Pablo VI (24 de junio de 1967). En el mismo sentido se han pronunciado los papas Juan Pablo II y Benedicto XVI.
A lo largo de la historia del papado se registran, varios casos conocidos de papas que, bien antes de ser elegidos o incluso durante sus respectivos periodos en el papado, tuvieron hijos, estuvieron casados o mantuvieron relaciones de índole sexual y conocimiento notorio.
Los periodos en paréntesis se refieren a los años de sus respectivos papados
- San Pedro estuvo casado
- San Hormisdas (514-523) estuvo casado y enviudó antes de ser ordenado sacerdote. Fue el padre del papa Silverio.[30]
- Adriano II (867-872) estuvo casado antes de ser sacerdote, y tuvo una hija.
- Sergio III (904-911) fue supuestamente el padre del papa Juan XI con Marozia (Fuente: Liber Pontificalis, Liutprando de Cremona). El escandaloso periodo que comenzó con él y continuó con los siete papas siguientes, hasta el año 935, se denominó Pornocracia - en la historiografía protestante - y Siglo Obscuro o Siglo de Hierro - en la historiografía católica-.
- Juan XII (955-963) (depuesto por el Cónclave) se dice que convirtió la Archibasílica de San Juan de Letrán en un burdel y fue acusado de adulterio, fornicación, e incesto.[31]
- Clemente IV (1265-1268) estuvo casado antes de ser sacerdote, y tuvo dos hijas.
- Pío II (1458-1464) tuvo al menos dos hijos ilegítimos (uno en Estrasburgo y otro en Escocia).[cita requerida]
- Inocencio VIII (1484-1492) tuvo varios hijos ilegítimos.
- Alejandro VI (1492-1503) sostuvo un amorío notablemente largo con Vannozza Cattanei antes de su papado, fruto del cual tuvo a sus famosos hijos ilegítimos César y Lucrezia. Una amante posterior, Giulia Farnesio, era al hermana de Alessandro Farnesio, quien después se convertiría en Paulo III. Los rumores en torno a la sexualidad de Alejandro VI son aún más fuertes —véase el Banquete de las castañas. Tuvo en total siete hijos.
- Julio II (1503-1513) tuvo tres hijas ilegítimas.
- Clemente VII (1523-1534) fue probablemente el padre de Alessandro de Médici, a quien nombró duque de Florencia.
- Paulo III (1534-1549) pospuso su ordenación como papa para poder mantener su estilo de vida promiscuo y tuvo cuatro hijos ilegítimos con su amante. Su apodo era "Cardenal Enaguas" ya que su hermana Giulia había sido la amante de Alejandro VI. Nombró a su hijo ilegítimo Pier Luís Farnesio como el primer Duque de Parma.
- Pío IV (1559-1565) tuvo varios hijos ilegítimos.
- Gregorio XIII (1572-1585) tuvo un hijo ilegítimo antes de recibir la ordenación papal.
- Juan XXIII (antipapa). Elegido por el partido pisano al fin del Cisma de Occidente, admitió posteriormente haber incurrido en incesto, adulterio, fornicación y otros crímenes ("doscientas mujeres, matronas y viudas, incluyendo unas pocas monjas, cayeron víctimas de su brutal lujuria").[32]

#### Iglesias protestantes
En muchas iglesias luteranas, reformadas y "unidas" de la EKD en Alemania y Países Bajos o Suiza, y en la iglesia luterana de Suecia, se ha venido introduciendo un punto de vista diferente sobre la homosexualidad, en un sentido liberal. En estas iglesias luteranas unidas y reformadas, se permite a los homosexuales ser ministros luteranos o calvinistas, y las parejas gay son bendecidas en sus iglesias. También en algunas iglesias metodistas (Inglaterra, Canadá o Alemania) las parejas homosexuales obtienen tal bendición.

La sexualidad humana esta reservada a dos personas en una relación de compromiso exclusivo. Sin embargo, el tema fundamental en el cual nuestras iglesias pueden diferir es que el propósito y objetivo de la sexualidad humana también se puede aplicar a relaciones entre personas del mismo sexo y a relaciones heterosexuales fuera del matrimonio. Federación Luterana Mundial, 200.

En la iglesia anglicana se ha venido manteniendo una prolongada discusión sobre la bendición a las parejas homosexuales y la tolerancia de la homosexualidad. Las iglesias episcopalianas (confesión anglicana) de Canadá y los Estados Unidos consienten sacerdotes gay en su ministerio y permiten las bendiciones de parejas homosexuales, lo que les ha acarreado grandes críticas de otras partes de la Comunión Anglicana. Las iglesias anglicanas de algunas zonas de África son extremadamente conservadoras en su actitud hacia la homosexualidad. Los sacerdotes gay en la iglesia anglicana deben permanecer célibes si desean continuar su función sacerdotal.
Entre las iglesias más liberales, como los unitarios o los cuáqueros, la homosexualidad está totalmente aceptada y normalizada. Además, en las iglesias unitarias de Estados Unidos y Canadá, los homosexuales también pueden acceder a la ordenación ministerial. Las iglesias liberales aprueban todo tipo de relaciones sexuales realizadas entre personas adultas y con mutuo consentimiento.
La mayor parte de las iglesias evangélicas, como los Baptistas del Sur, ven la homosexualidad como un pecado.
El sexo fuera del matrimonio se rechaza como comportamiento inmoral tanto por los cristianos denominados «conservadores» como por los denominados «fundamentalistas», en sus respectivas iglesias, sectas y grupos. La postura concreta varía desde la sugerencia de arrepentimiento al ostracismo total de los que hayan incurrido en tal práctica. En general, el cristianismo promueve el matrimonio, pero el sexo fuera del matrimonio y el sexo por placer son aceptadas como parte normal del comportamiento humano por algunas iglesias, sectas y grupos denominados «progresistas».
Algunas traducciones del Nuevo Testamento utilizan la palabra fornicación para una de las conductas que recibe más duras condenas: "Fornicadores, idólatras, adúlteros,... no heredarán el Reino de Dios".
La palabra original en idioma griego koiné es porneia. Ese término griego se usa por algunas iglesias para incluir cualquier forma de conducta sexual no aceptada, y hay algún debate sobre su significado preciso, que en idioma griego clásico se refiere específicamente a la prostitución, teniendo el mismo origen etimológico que la palabra «pornografía» (literalmente, descripción o escritura de la prostituta). Muchos expertos traducen porneia como ‘inmoralidad’ más que como ‘fornicación’.

#### Iglesias evangélicas
En asuntos de  sexualidad, varias iglesias evangélicas promueven un pacto de pureza a los jóvenes cristianos evangélicos, quienes son invitados a comprometerse durante una ceremonia en público en abstinencia sexual hasta el matrimonio cristiano. Este pacto a menudo se simboliza con un anillo de castidad.
En las iglesias evangélicas, se alienta a los adultos jóvenes y las parejas solteras a casarse temprano para vivir una sexualidad según la voluntad de Dios.
Un estudio estadounidense de 2009 de la Campaña nacional para prevenir el embarazo adolescente y no planificado informó que el 80% de los jóvenes evangélicos solteros habían tenido relaciones y que el 42% estaban en una relación con el sexo, cuando fueron encuestados.
La mayoría de las iglesias cristianas evangélicas están en contra del aborto inducido y apoyan a las agencias de adopción y agencias de apoyo social para madres jóvenes. Organizaciones evangélicas como Focus on the Family están involucradas en el movimiento  provida.
La masturbación es vista como prohibida por algunos pastores evangélicos debido a los pensamientos sexuales que pueden acompañarla. Sin embargo, los pastores evangélicos han señalado que la práctica ha sido erróneamente asociada con Onan por los eruditos, que no es pecado si no se practica con fantasías o compulsivamente, y que era útil en una pareja casada, si su pareja no tenía la misma frecuencia de necesidades sexuales.
Algunas iglesias evangélicas solo hablan de abstinencia sexual y no hablan de sexualidad en el matrimonio. Otras iglesias evangélicas en Estados Unidos y Suiza hablan de sexualidad cristiana como un regalo de Dios y parte de un matrimonio cristiano cumplido, en mensajes en servicios o conferencias. Muchos libros y sitios web evangélicos están especializados en el tema. El libro El acto matrimonial: La belleza del amor sexual publicado en 1976 por el  pastor bautista Tim LaHaye y su esposa Beverly LaHaye fue pionera en el campo.
Las percepciones de la homosexualidad en las Iglesias evangélicas son variadas, las principales son  conservadora fundamentalista o  moderada,  liberal y neutral.
En cuanto a las posiciones  conservadoras  moderadas, aunque no aprueban las prácticas homosexuales, muestran simpatía y respeto por los homosexuales. Existen denominaciones evangélicas internacionales gay-friendly. Algunas denominaciones evangélicas han adoptado posiciones neutrales, dejando la opción a las iglesias locales de decidir por matrimonio igualitario.

### Islam y sexualidad
La doctrina islámica exige que el hombre se rija en todos sus actos según los mandatos y las prohibiciones de Dios y debe clasificar sus actos según los parámetros islámicos, es decir, lo lícito y lo ilícito. Lo lícito es lo que Dios ha permitido y lo ilícito es lo que Dios ha prohibido. La legislación de lo lícito y lo ilícito se obtiene de los textos legales tomados del Sagrado Corán y la Sunna.

El Islam concibe la sexualidad como un don divino y su práctica es equiparable a la limosna, la oración o cualquier acto piadoso. El acto sexual es agradable a los ojos de Dios, puesto que la sexualidad es algo que Él puso en las criaturas. Por eso, se debe buscar el placer en sí, tenga o no como finalidad la procreación. El objetivo final es alcanzar la armonía sexual, ya que si se logra se consigue también la armonía espiritual, lo que redunda en el bien de la comunidad. [...]

Ello supone rechazo a toda forma de ascetismo, ya que se puede entender como un desprecio hacia el cuerpo, y despreciar el cuerpo supone despreciar el espíritu. [...] 

Aceptada de forma tan tajante la sexualidad y su práctica, la primera preocupación de Mahoma fue llevarla por cauces admisibles, hacerla lícita a través del matrimonio.

El islam no contempla el celibato como práctica religiosa, y considera que el estado natural del ser humano es el matrimonio.
El Corán permite a los musulmanes casarse con mujeres de otras religiones abrahámicas (judías o cristianas). Los intérpretes contemporáneos han mantenido esta regla, pero muchos ven los matrimonios mixtos como poco recomendables (ya que consideran que conducen a problemas, como por ejemplo, la determinación de la religión de los hijos) aunque sean legales.
En cambio, a una mujer musulmana solo se le permite casarse con un varón musulmán, entre otras razones para evitar que sus hijos puedan educarse como no musulmanes. El contrato matrimonial entre una mujer musulmana y un varón no musulmán se considera tradicionalmente como ilegal y nulo, por tanto un adulterio desde el punto de vista legal. La misma regla se aplica por los expertos en sharia (ley islámica) para el contrato matrimonial entre un varón musulmán y una mujer de fe no monoteísta, como el hinduismo, aunque esta calificación es debatible. El budismo, por su parte, se considera como una religión no teísta.
El Corán plantea las siguientes condiciones para el hombre de cara al matrimonio:

4:22 En adelante. no os caséis con las mujeres con que han estado casados vuestros padres. Sería deshonesto y aborrecible. ¡Mal camino...!

4:23 En adelante, os están prohibidas vuestras madres, vuestras hijas, vuestras hermanas, vuestras tías paternas o maternas, vuestras sobrinas por parte de hermano o de hermana, vuestras madres de leche, vuestras hermanas de leche, las madres de vuestras mujeres, vuestras hijastras que están bajo vuestra tutela, nacidas de mujeres vuestras con las que habéis consumado el matrimonio: si no, no hay culpa -, las esposas de vuestros propios hijos, así como casaros con dos hermanas a un tiempo. Alá es indulgente, misericordioso.

4:24 Y las mujeres casadas, a menos que sean esclavas vuestras. ¡Mandato de Alá! Os están permitidas todas las otras mujeres, con tal que las busquéis con vuestra hacienda, con intención de casaros, no por fornicar. Retribuid, como cosa debida, a aquéllas de quienes habéis gozado como esposas. No hay inconveniente en que decidáis algo de común acuerdo después de cumplir con lo debido. Alá es omnisciente, sabio.

4:25 Quien de vosotros no disponga de los medios necesarios para casarse con mujeres libres creyentes, que tome mujer de entre vuestras jóvenes esclavas creyentes. Alá conoce bien vuestra fe. Salís los unos de los otros. Casaos con ellas con permiso de sus amos y dadles la dote conforme al uso, como a mujeres honestas, no como a fornicadoras o como a amantes. Si estas mujeres se casan y cometen una deshonestidad, sufrirán la mitad del castigo que las mujeres libres. Esto va dirigido a aquéllos de vosotros que tengan miedo de caer en pecado. Sin embargo, es mejor para vosotros que tengáis paciencia. Alá es indulgente, misericordioso.

4:26 Alá quiere aclararos y dirigiros según la conducta de los que os precedieron, y volverse a vosotros. Alá es omnisciente, sabio.

En particular, el adulterio acarrea un severo castigo. Las relaciones prematrimoniales son consideradas pecado.[cita requerida] Todas las leyes de la sharia que regulan la conducta sexual se aplican igualmente a varones y mujeres, excepto las que conciernen a la menstruación (ver más abajo).
La mayoría de las formas de contacto sexual están permitidas. El sexo se considera una actividad placentera, incluso espiritual, y un deber. Al menos un hadiz explícitamente proclama que, para una pareja, tener relaciones sexuales está recompensado por Dios. Otro hadiz sugiere que un hombre no debería dejar la cama proverbial hasta que la mujer esté satisfecha, una expresión que muchos interpretan como referida al orgasmo.
Los contactos sexuales prohibidos incluyen el contacto genital con una mujer que esté menstruando. En tal caso, se permite explícitamente otro tipo de contacto sexual, como el beso. El sexo anal, sea dentro o fuera del matrimonio, está prohibido por la mayor parte de los expertos coránicos. Otras formas de contacto sexual, como el sexo oral no están prohibidos, y por tanto la mayoría de ellos las consideran permisibles.
El coitus interruptus es permitido como método anticonceptivo.
Las mujeres tienen obligación de mantener relaciones sexuales con el marido cuando este se las exige.

El Profeta dijo: –“Cualquier mujer cuyo marido la llame para tener relaciones y ella lo desobedezca, entonces ella estará bajo la ira de Allah.

El matrimonio temporal (nikah mut‘ah, concebido para un período preestablecido) no está permitido por la mayoría de los expertos suníes, pero sí por los chiíes, siendo su validez una materia que continúa debatiéndose. Algunos suníes realizan el niqah misyar, contrato de matrimonio que no tiene similitud con un matrimonio temporal ya que se establece sin un tiempo delimitado, sin embargo, carece de algún fundamento propio del contrato de matrimonio ya sea el tutor de la novia, la dote, o los testigos.
Hay puntos de vista opuestos sobre el tema de la masturbación. Mientras algunos expertos coránicos lo consideran prohibido por la doctrina islámica, otros (como los de la doctrina hanbali) creen que los que se masturban por temor de cometer fornicación o temor de que su cuerpo haya hecho algo malo, no serán castigados si (y solo si) son incapaces de casarse.
La homosexualidad está prohibida en el islam. Los actos de sodomía son explícitamente castigados con la muerte de acuerdo con el siguiente hadiz: «Quienquiera que encuentres haciendo el acto del Pueblo de Lot, entonces mata tanto al que lo hace como a quienquiera que se lo esté haciendo». Los cuatro califas mantuvieron esta regla, así como los compañeros del profeta Mahoma. La sodomía es un crimen capital en Irán, Arabia Saudita, Emiratos Árabes Unidos, Yemen, Sudán y Mauritania.
Sin embargo, a pesar de la condena legal, la tolerancia efectiva de las autoridades y las sociedades islámicas hacia la homosexualidad ha sido muy variable a lo largo de los siglos y de los lugares. La literatura árabe medieval muestra con abundancia que la homosexualidad masculina era tolerada, por ejemplo, en la sociedad andalusí o la del califato abbasí, al menos entre las clases altas, que son las que aparecen más reflejadas en las obras literarias:

Sobre la homosexualidad masculina en el mundo árabe se ha escrito con frecuencia, llegando a considerarla como algo propio. En opinión de Lévi-Provençal, para el andalusí de cualquier medio y clase social el apego a la homosexualidad era casi congénita, y le hacía alternarlo con la relación normal con la mujer. [...]

La poesía árabe de la Edad Media es, tal vez, el mejor exponente de esta tendencia hacia el efebo, aunque no como motivo único; casi todos los casos aparecen asociados a las fiestas, el vino y el hachís como deinhibidores de la sexualidad de todo tipo. [...] Tal tipo de fiestas eran organizadas por la alta sociedad, en la que se incluían los coperos, que también eran hijos de familias destacadas. [...]
Cabría, entonces, hablar de bisexualidad más que de homosexualidad o de un tipo de sexualidad que realzaba la belleza sobre cualquier cosa, encarnada en este caso por el andrógino [...] y que supone la atracción hacia un ser que puede representar a ambos sexos, lo que indica que el musulmán no excluía a ninguno en el ámbito erótico. Y ello, a pesar de que la religión y la ley rechazaran tajantemente esta idea del ser asexuado o poco definido sexualmente, porque supondría atacar directamente uno de los pilares del Islam, el de la clara distinción de sexos.
¿Cómo pueden hacerse compatibles ambas ideas? [...] No debemos olvidar que en el Corán se incluye esta dualidad efebo-mujer entre los placeres del Paraíso, aunque con el matiz de que la bebida que se usa no está prohibida y que el tratamiento del efebo está más cerca de una figura semiangélica, asexuada, que de un joven: [...] «Entre ellos circularán garzones inmortales con cráteras, aguamaniles y vasos con bebidas refrescantes que no les amodorrarán ni les embriagarán» [...].

El lesbianismo apenas se cita en las fuentes [...]. En algunos textos se ha vinculado con las clases sociales altas y, dentro de ellas, como algo propio de las mujeres más cultas y refinadas.

Si el aborto se produce después de que el feto recibe su espíritu, es decir, 40 días después de la fecundación, está prohibido y es ilícito pero si el aborto se produce antes de que se le insufle su espíritu al feto, algunos jurisconsultos islámicos lo declaran permitido porque el embrión aún no se convirtió en feto. El aborto después de los 42 días de embarazo es permitido solamente en caso de riesgo para la vida de la madre.

## Religiones del Extremo Oriente y sexualidad

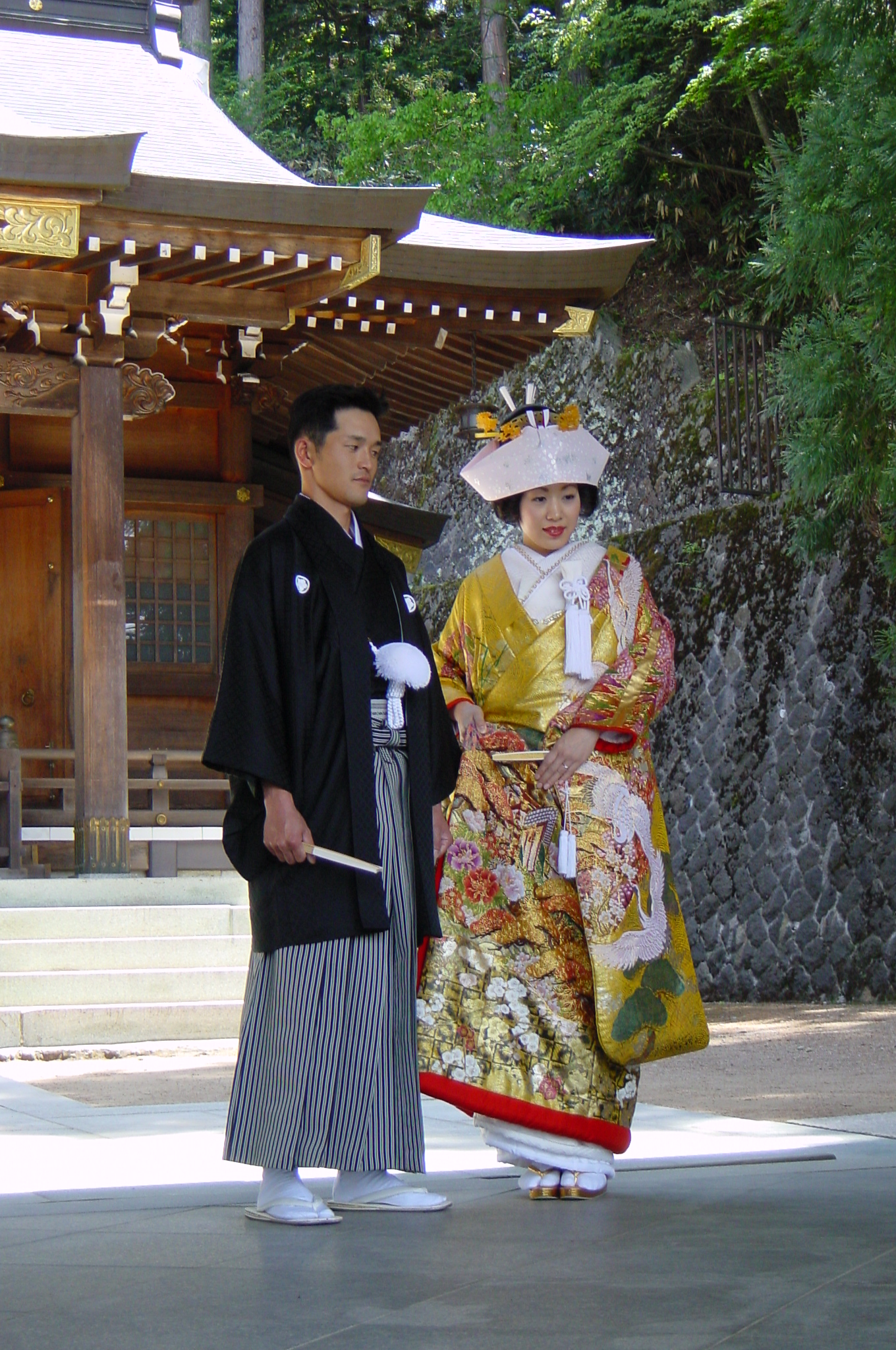
Boda shinto.

Las religiones o movimientos filosófico-religiosos originados en China comparten como uno de sus principales conceptos la dialéctica entre yin y yang, que puede ser interpretada en términos sexuales.
En Japón, la moral sexual está comprendida en el shinto, la religión tradicional, en que las fuerzas de la naturaleza y la fecundidad son primordiales. Desde la extensión del budismo, el zen tuvo también una gran importancia.

## Religiones dhármicas y sexualidad

### Hinduismo y sexualidad
Al contrario que otras religiones, en el hinduismo la visión de la moral sexual difiere ampliamente dependiendo de la rama en concreto. Los propios textos sagrados hindúes son muy vagos sobre el asunto. Hay templos que muestran abiertamente actividad sexual (complejos de Ajantā y Ellora) y la imaginería sexual no es sacrilegio (por ejemplo, el lingam, símbolo fálico de Shivá), pero la autocontención sexual (igual que en otros aspectos de la vida) se considera esencial para el bienestar y los deberes dhármicos/kármicos de un hindú.
La versión tantra del hinduismo es la que en sus aspectos sexuales ha sido vista con atención más morbosa en su divulgación en occidente, en lo que se denomina neotantra.
La vida religiosa de los hindúes comienza con el brahmacharia o estadio del estudiante, en la que son dirigidos a avanzar educativa y espiritualmente mediante el celibato, en su preparación para una vida posterior de dharma (deberes religiosos) y karma (acciones terrenales correctas); solo una vez que alcanzan el grijasta (estado del padre de familia) pueden buscar el kāma (placer físico) y el artha (logros mundanos y prosperidad material) a través de sus vocaciones.
No obstante, en general la sociedad hindú ha sido influida por otras religiones desde la Edad Media, primero por la minoría dirigente islámica y desde el siglo XVIII por los colonizadores británicos (cristianos), que reflejaban sus actitudes mucho más restrictivas en cuestiones sexuales. Por otra parte, muchos hindúes actuales (especialmente en las grandes ciudades de la India o entre los emigrantes y las segundas generaciones asentadas en países desarrollados) han aceptado costumbres sexuales occidentales que en la práctica son más "liberales" que las hindúes tradicionales, como, por ejemplo, las relaciones prematrimoniales, los matrimonios por amor (el tradicional hindú es matrimonio concertado) y la homosexualidad y bisexualidad. Entre los elementos más tradicionales de la sociedad hindú, en cambio, tales conceptos siguen siendo anatemas.
La mayor parte de los hindúes que han adoptado la cultura occidental se adhieren a los estándares sexuales de la moralidad victoriana, que percibe como inmoral y vergonzoso el sexo extramatrimonial y prematrimonial. En la doctrina religiosa, la prohibición contra el sexo fuera del matrimonio está grandemente relacionada con los estadios hindúes de vida prescritos, que hay que seguir si se quiere alcanzar el moksha (concepto similar al nirvana budista, o ‘liberación del alma’).
Influenciado por el islamismo y la civilización británica, la ley india considera ilegal toda relación sexual distinta a la monogamia heterosexual.[cita requerida] Adicionalmente, dado que no hay restricciones sobre ninguna actividad sexual en particular, se considera un asunto estrictamente privado. La mayor parte de los hindúes son extremadamente opuestos a exponer abiertamente cuestiones relativas a la sexualidad, mientras que las demostraciones públicas de afecto son consideradas de mal gusto.
El Kama Sutra (‘aforismos de sexo’) de Vātsyāyana, que se toma popularmente por un manual de posturas sexuales, ofrece una mirada hacia las costumbres sexuales, la moral sexual y las reglas sociales que prevalecían en la época de su composición (periodo Gupta, entre el siglo I y el siglo VI). Shringara-ras (‘atracción sexual: sabor’) es una de las nueve rasas (‘sabores’ o emociones). Un drama en sánscrito, el Shakuntalam de Kālidāsa, se cita como uno de los mejores ejemplos de shringara ras, narraciones de la historia de amor entre Dushyanta y Shakuntalá.

### Jainismo y sexualidad
La religión jaina concibe el concepto (también hinduista) de brahmacharia como castidad, y lo tiene como uno de los cinco votos de los yina-kalpa. No obstante, para los shravakas se recomienda el matrimonio, que se describe como un compromiso de por vida y apoyado por la comunidad. Se considera como una práctica mundana, pero admitida para ellos, porque no hace perder el samyakatva ni la corrupción de los vratas, y además permite que los hijos nacidos de ese matrimonio sigan el dharma. El texto que trata sobre él es el Yaina-vivaja-vidhi (reglas del matrimonio entre jainas).

### Budismo y sexualidad
El budismo observa dos enfoques para la ética y moral sexual dependiendo de si se dirige a laicos o a monjes. Los monjes y monjas están siempre sujetos al código del Vinaya, independientemente de la escuela o tradición a la que pertenezcan, (salvo algunas escuelas descritas más abajo) y están sujetos a más de 250 reglas de disciplina, entre las cuales existe la prohibición de toda actividad sexual así como de derramar semen en el caso de hombres. 
Los laicos en cambio deben observar una guía de cinco preceptos éticos entre los cuales se incluye evitar una conducta sexual incorrecta. Esta prohibición se refiere a adulterio, pedofilia, violación y otras parafilias y conductas sexuales que conlleven el sufrimiento para otras personas o para uno mismo.
La segunda de las Cuatro Nobles Verdades budistas proclama que la última causa de todo sufrimiento es el apego y el deseo (tanha), y la tercera que el camino para eliminar completamente el sufrimiento incluye la eliminación de todo apego y deseo. El sexo es caracterizado tanto por el apego (kama-upadana) como por el deseo (kama-tanha). Al ser su naturaleza impermanente, el placer sexual se inscribe dentro del resto de placeres mundanos, cuyo encuentro o desaparición siempre acarrea el lógico sufrimiento al no poder encontrarlo o no querer que desaparezca. El deseo sexual (kama-cchanda) es normalmente uno de los más difíciles de manejar, si bien existe una acomodación natural paralela al progreso del practicante. Así, de acuerdo a las escrituras budistas,  en este punto el seguidor irá marcando su camino hacia el Nirvana por un progreso personal en cuatro fases o estados: en el primero de ellos llamado "de quien entra en la corriente" (sotapattana) la persona tiene una primera realización del nirvana pero continuará teniendo deseo sexual, si bien no cometerá acciones dañinas. En un segundo estado llamado "del que vuelve una sola vez", la persona tiene una segunda realización del nirvana en más profundidad, tras la cual estará sujeto al mundo de la sensualidad una sola vez más. Solo tras el tercer estado, llamado "de quien no retorna" (anagamin) la persona será completamente libre del deseo sexual al igual que de todo deseo mundano.

#### Ética y moral sexual para monjes y monjas
El monacato budista supone una forma de vida muy estricta y disciplinada similar a la de las órdenes contemplativas cristianas. Respecto a la comunidad de monjes y monjas, se dice del propio Buda que pidió a los monjes y monjas que evitaran las faltas de castidad «como si fueran un pozo de ascuas ardientes». Las faltas varían en gravedad pudiendo significar la expulsión de la comunidad monástica.
Una enseñanza central del primer sermón fundacional de Buda es que no se deberían perseguir el placer sensorial en la búsqueda de la iluminación en lo que se incluye el placer sensual. Esta idea se refuerza en varios pasajes del Sutta Pitaka, como el Símil de la Codorniz (Sutta 66 del Majjhima Nikaya) donde Buda enseña que los placeres sensoriales no deberían perseguirse, desarrollarse o cultivarse, sino que deberían temerse". En el Alagadudupama Sutta, o El símil de la Serpiente Buda afirma que la búsqueda de placer sensual como incompatible con la búsqueda de la iluminación: 

Monjes, que alguien pueda tomar parte en los placeres sensuales sin deseos sensuales, sin percepciones del deseo sensual, sin pensamientos de deseo sensual, eso es imposible.

 Buda dio una guía muy estricta y disciplinada a los monjes, mientras que a sus seguidores laicos les dio unas indicaciones flexibles y abiertas. 
No obstante, se pueden señalar dos excepciones en el clero budista y que ocurren dentro del desarrollo histórico del movimiento Mahayana del budismo varios siglos después. La primera es la del budismo tántrico o budismo Vajrayana, que incluyó la sublimación del deseo sensual como parte activa del camino a la iluminación asimilando la influencia del tantrismo hindú originario de Bengala y Gujarat. Las escuelas Vajrayana de Mongolia, Tíbet o Bhután, que observan la existencia del lama (en tibetano: བླ་མ་, wylie: bla-ma), observan a menudo el matrimonio de los mismos. La palabra "lama" significa literalmente "maestro" o "profesor". Es el equivalente del sánscrito "gurú". Los lamas pueden ser tanto laicos como monjes. En el caso de que sean monjes, observan de igual modo la estricta regla del Vinaya respecto a la prohibición de actividad sexual, matrimonio, etc.. Mientras que cuando los lamas son laicos pueden entonces tener una normal actividad sexual, casarse y tener hijos.
La otra es la del  budismo japonés, que a partir de la época Edo se integró en la vida política, económica y social de las comunidades, permitiendo la figura del sacerdote quien se podía casar manteniendo determinadas reglas. Las funciones del sacerdote suele ser la del cuidado de los templos y el servicio a las pequeñas comunidades locales. Este hecho es señalado por historiadores como relevante en la rápida pérdida de prestigio popular del budismo que ha llegado hasta la Era Meiji (siglo XIX). No obstante el matrimonio de sacerdotes se ha seguido manteniendo totalmente instalado en la sociedad. En los últimos años algunas escuelas japonesas como la Rinzai han hecho esfuerzos para subrayar el carácter monacal de sus escuelas, y para que se distinga con claridad al sacerdote (laico) del monje (renunciante). Pero otras escuelas japonesas son totalmente laicas y no tienen monjes, por lo que es una situación compleja de generalizar y en donde el debate sigue vivo. En este debate además ha aparecido la nueva figura de la sacerdotisa casada y con hijos, un fenómeno creciente desde los años 90.

#### Ética y moral sexual para los laicos
Cuando algunos laicos preguntaron a Buda cómo era posible la observancia de un camino de purificación para el cuerpo estando fuera de la comunidad de monjes y monjas (Anguttara Nikaya, 10.176), Buda respondió que debía seguir un camino de tres vías: (1) abstenerse de tomar la vida de los seres y vivir con compasión hacia ellos; (2) abandonar el robo, la apropiación de lo que no nos ha sido dado; (3) no involucrarse sexualmente con alguien si esto daña el sentimiento de protección de un tercero hacia esa persona.
Mientras que en el budismo theravada tradicionalmente se tiende a subrayar el camino del monje para la conseguir la completa iluminación, dentro de la otra gran división del budismo, el mahayana, a menudo se subraya el camino del laico. El Sutra de Vimalakirti es la escritura fundacional del mahayana que supone la base principal que eleva la vida laica a las mismas potencialidades espirituales que la de los monjes. En este sutra se ejemplifica a un laico casado y con hijos que realiza la completa iluminación sin renunciar a su vida en el mundo. Así, en el budismo mahayana hay escuelas y tradiciones budistas en donde el monacato no solo no está presente sino que están compuestas totalmente por laicos, como por ejemplo sucede en la que es la escuela budista más mayoritaria de Asia: la de la Tierra Pura, llamada Shin en Japón.
Los cinco preceptos que suponen la guía ética para los laicos son los siguientes:
1. Tomó el precepto de respetar la vida.
2. Tomó el precepto de no tomar lo que no me es dado.
3. Tomó el precepto de tener una conducta sexual correcta (que no sea dañina con otros o conmigo mismo).
4. Tomó el precepto de no hablar de manera dañina (mentir, rudeza, ostentación, cotilleo, charla vana).
5. Tomó el precepto de no tomar intoxicantes (que alteren la mente y me pongan en riesgo de romper los otros preceptos).

Los preceptos son guías de observancia voluntarias. Los budistas deben analizar sus acciones y pensamientos según estos preceptos para comprobar su eficacia más que suscribir una lista de mandamientos. El tercer precepto, la conducta sexual incorrecta, ha sido comentado diferentemente por diferentes tradiciones y maestros budistas a través de la historia. A la luz de enseñanzas, comentarios y práctica personal, en último término es el individuo quien determinará como desarrollarlo más eficazmente para su práctica.
El sexo, de acuerdo con el budismo, no debería ser ni insanamente reprimido ni morbosamente exagerado. Siempre debería estar bajo el control de la voluntad, como lo está cuando se le contempla sanamente y se le sitúa en una perspectiva adecuada.

## La sexualidad en otras religiones o movimientos similares

### Sijismo
Para el sijismo, entre los «cinco vicios cardinales» está incluida —en primer lugar— la lujuria, que es pecaminosa y solo produce vergüenza y miseria. Se permite el sexo marital, pero cualquier otra relación sexual está prohibida, particularmente la promiscuidad y lo que denomina «perversiones sexuales». El cuarto de los vicios es el apego, que puede ser el excesivo amor a la esposa, a los hijos o a los bienes materiales, ya que, al no poder permanecer duraderamente, como cualquier amor terrenal, solo puede ser transitorio.
Los métodos anticonceptivos están permitidos, pero no el aborto. Tampoco se permite la anticoncepción como método de evitar las consecuencias de una relación sexual ilícita.

### Fe bahá’í
En la fe bahá'í, las relaciones sexuales están permitidas solamente entre hombre y mujer. Bahá'u'lláh, fundador de esta religión, prohibió las relaciones extramatrimoniales en el Kitáb-i-Aqdas, su libro de leyes.
La concepción baha’i del sexo es de que la castidad debería ser practicada por ambos sexos antes del matrimonio porque es lo éticamente propio, además de conducir a una vida marital feliz y exitosa.
Reconocen el valor del impulso sexual, pero limitan su uso propio a la institución del matrimonio baha’i; no creen en la supresión del impulso sexual, sino en su regulación y control.

### Neopaganismo
Las llamadas religiones neopaganas (recientes movimientos espirituales, de alcance muy minoritario) tienden a ser positivas respecto a la sexualidad, y son casi unánimes en su aceptación de las relaciones homosexuales como iguales a las heterosexuales. La mayor parte de ellas tienen al tema de la fertilidad (tanto física como creativa/espiritual) como punto central de sus prácticas, y recomiendan lo que ven como una vida sexual sana, sexo consentido entre adultos, sin consideración de edad o condición sexual. Específicamente en la llamada tradición Wicca, una de las partes de la liturgia Craft, el Cargo de la Diosa] instruye que "todos los actos de amor y placer son rituales de la Diosa" (o "son mis rituales", con palabras puestas en boca de dicha Diosa), dando validez a toda forma de actividad sexual consensuada para sus practicantes.
En las formas gardneriana y alexandriana de la wicca, El Gran Rito es un procedimiento de expresar amor a través de la sexualidad. Se dice por sus adeptos que el ritual no es una excusa para tener relaciones sexuales indiscriminadas, ni cualquier actividad sexual en un círculo propiamente consagrado es un Gran Rito

Cualquier acto sexual que tenga que ver con esta religión, sea literal o simbólico, se pretende que tenga lugar entre dos adultos que consientan libremente, a ser posible dos amantes comprometidos.
Se dice por sus adeptos que la actitud de esta religión sobre la sexualidad es enteramente natural, y parte de la búsqueda de un completo entendimiento de lo que denominan "polaridad masculina-femenina", y de lo que pretenden que es su uso constructivo, tanto psicológica como mágicamente. Consideran que la sexualidad libera de las cadenas de la reproducción obligatoria y les hace específicamente humanos.
Parece ser que dentro de la wicca hay también distintas escuelas o puntos de vista conservadores y liberales a semejanza de las religiones mayoritarias, aunque ninguna de ellas prohíbe las relaciones sexuales fuera del matrimonio ni las relaciones homosexuales. Al contrario, la oración wicca "An it harm none, do as thou wilt" (Wiccan Rede, traducible como: ‘No dañes a nadie, haz lo que quieras’), suele interpretarse como una permisión de todo tipo o variedad de relaciones sexuales responsables.

### Humanismo secular
La mayor parte de los humanistas seculares creen que, en la inmensa mayoría de los casos, la actividad sexual libremente consentida no es una actividad dañina para el mundo. El humanismo secular por tanto considera la mayor parte de los actos sexuales como moralmente neutros y pertenecientes a la esfera del individuo.

### No-teísmo
Aunque sea contradictorio suponer una postura de moral religiosa a lo que no son religiones organizadas, sino justamente su opuesto, hay quien considera que la postura de ateos, agnósticos y librepensadores coincidiría con la filosofía del humanismo secular antes expuesta, y que aceptarían más que los religiosos todo tipo de actos sexuales libremente consentidos entre adultos, como las relaciones prematrimoniales y la homosexualidad. Sea o no cierto estadísticamente, tal cosa dependerá del código ético y la moral personal de cada uno de ellos como individuos.

## Extensión de la moral sexual a los no adeptos de una religión
Muchas culturas intentan codificar sus prescripciones que conciernen al comportamiento sexual individual. Tales codificaciones se convierten frecuentemente en leyes, que extienden su aplicación más allá de la cultura origen de tales prescripciones, tanto a creyentes de otras religiones o de ninguna como a los disidentes de la religión original.
La mayor parte del mundo islámico tiene reglas estrictas reforzadas con castigos violentos para el mantenimiento de la Sharia (leyes islámicas que incluyen un código moral), incluyendo la moralidad sexual de sus ciudadanos, y suelen intentar imponerse a los no musulmanes que viven en esas sociedades. Idéntica extensión ocurrió a lo largo de la historia en las sociedades cristianas europeas, y en la actualidad muchos cristianos apoyan restricciones de la expresión privada de la sexualidad, desde la prohibición de la prostitución a restricciones sobre el sexo oral y la sodomía. Los judíos haredí de Israel usan activamente los medios de comunicación para convencer al resto de los judíos a seguir la halakha (ley judía) acerca de la sexualidad.